# Kim Jae-hwan
Kim Jae Hwan (en hangul, 김재환; en hanja, 金在煥; Seúl, 27 de mayo de 1996) es un cantante surcoreano. Es conocido por ser el ganador de Vocal War: God's Voice y por terminar en el cuarto lugar de Produce 101 Season 2. De las cuatro temporadas de Produce 101, es el único aprendiz individual en posicionarse dentro del top 11. Posteriormente, Jaehwan se convirtió en un vocalista principal de la banda de chicos Wanna One.

## Carrera

### 2012─2016: Predebut
En 2012, Jaehwan realizó una audición para la segunda temporada de Korea's Got Talent en Daegu. Él realizó su propia versión de la canción «Bad Girl Good Girl» de miss A, pero no pudo avanzar a la siguiente ronda. Sin embargo, él impresionó al juez Kim Gura, que hizo una petición especial de que Jaehwan pueda actuar de nuevo en Seúl. Jaehwan lo intentó de nuevo y, esta vez, consiguió los dos votos necesarios para continuar en el programa. Llegó a la semifinal antes de ser eliminado.
Jaehwan fue originalmente un aprendiz de The Music Works. Fue seleccionado para ser miembro de Shelrock, una banda de «hybrid rock» producida por Baek Ji Young. La banda cantaba frecuentemente en las calles de Hongdae y realizó actuaciones en diferentes escuelas secundarias alrededor de Seúl para promover la banda antes de su debut. Incluso hicieron una aparición en el vídeo musical de Yang Song E para su sencillo debut «Smiling Goodbye». Desafortunadamente, en agosto de 2015, los planes de debut para el grupo cayeron, y Shelrock se disolvió. Jaehwan finalmente se fue de The Music Works.
En 2016, Jaehwan apareció en el episodio piloto de Vocal War: God's Voice de SBS. Él desafió al cantante Yoon Do Hyun con su propia versión de la canción «Autumn Outside the Post Office» de YB y ganó, convirtiéndose en el primer ganador del programa. En la siguiente ronda, desafió a Lena Park con un cover de «Sorry» pero no ganó, y por lo tanto eliminándolo como un concursante.

### 2019:Debut como Solista con elMini Álbum 'Another'
El 11 de mayo su agencia, Swing Entertainment,reveló el primer teaser de la canción principal del miniálbum 'Another': "Begin Again".
Y finalmente el MV de "Begin Again" fue lanzado el día 20 de mayo de 2019, el cual fue co-compuesto por Im Chang Jung y Kim Jae Hwan.

## Filmografía

### Aparición en programas de variedades
| Año  | Programa                     | Notas                                                 |
| ---- | ---------------------------- | ----------------------------------------------------- |
| 2020 | Law of the Jungle in Palawan | miembro                                               |
| 2018 | King of Mask Singer          | 2 episodios (#149-150) - participó como "Royal Guard" |

## Discografía
| Año  | Serie                         | Canción                                                          | Notas                |
| ---- | ----------------------------- | ---------------------------------------------------------------- | -------------------- |
| 2020 | The King: The Eternal Monarch | "You're My End and My Beginning" (너는 나의 시작이자 마지막이다) | junto a Im Han-byeol |